# Galgula interna
Galgula interna là một loài bướm đêm trong họ Noctuidae.